# Веденяпин, Георгий Александрович
Георгий Александрович Веденяпин — советский государственный и хозяйственный деятель, директор Горьковского автомобильного завода имени В. М. Молотова. Лауреат Сталинской премии 3-й степени (1950).

## Биография
Родился 7 июля 1904 года в селе Чистоха (ныне Порховского района Псковской области) в семье военнослужащего.
Член ВКП(б) с 1930 года. С 1930 по 1935 годы учился в Ленинградском политехническом институте.
После окончания вуза с 1935 года — на государственной и хозяйственной работе.
В 1935—1959 годах:
- конструктор станкостроительного завода имени Я. М. Свердлова,
- начальник цеха, корпуса, главный механик,
- главный инженер Горьковского автомобильного завода имени В. М. Молотова,
- директор Горьковского автомобильного завода имени В. М. Молотова,
- начальник цеха Ярославского автомобильного завода,
- заместитель начальника Конструкторского бюро № 1,
- и. о. главного инженера Глававтопрома Министерства машиностроения СССР,
- директор Мытищинского машиностроительного завода,
- директор Научно-исследовательского автомоторного института,
- 1-й заместитель председателя, председатель СНХ Горьковского экономического административного района,
- заместитель начальника Управления сельскохозяйственных машин и автомобилей Государственного комитета СМ СССР по автоматизации и машиностроению.

Избирался депутатом Верховного Совета РСФСР 3-го созыва, Верховного Совета СССР 5-го созыва.
Умер в 1960 году в Москве. Похоронен на Новодевичьем кладбище.